# Karl Dannenberg
Karl Philipp Christian Dannenberg (* 25. Septemberjul. / 7. Oktober 1832greg. in Tuckum; † 15. Apriljul. / 27. April 1892greg. in Riga) war ein deutsch-baltischer Lehrer.

## Leben

### Herkunft und Familie
Karl war ein Sohn des Gerbermeister und Bürgermeisters in Tuckum Johann Dannenberg und Amalie, geb. Göttling. Er vermählte sich 1867 mit Marie Schönberg.

### Werdegang
Dannenberg besuchte ab 1840 zunächst die Elementarschule und darauf folgend die Kreisschule in Tuckum sowie bis 1852 das Gouvernementsgymnasium in Riga. In den Jahren 1852 bis 1854 fand er eine Anstellung als Hauslehrer in Bergshof bei Riga. Er studierte bis 1857 Theologie an der Kaiserlichen Universität Dorpat und war anschließend bis 1860 erneut Hauslehrer, jedoch in Errestfer. Von 1860 bis 1866 schlossen sich historische Studien in Dorpat an. Zwischenzeitlich hatte er 1863 als Lehrer an der Sintenisschen Schule in Werro gearbeitet. Seit 1866 war er Oberlehrer für Geschichte und bis 1867 Wissenschaftslehrer an der Realschule in Mitau. Von 1867 bis 1890 war er schließlich Lehrer am Gouvernementsgymnasium in Mitau und innerhalb dieser Zeit von 1868 bis 1886 Vorsteher einer privaten Vorschule für das Gymnasium sowie von 1878 bis 1890 Inspekteur des Gymnasiums. Ab 1890 war er bis zu seinem Tode Lehrer an verschiedenen Privatschulen in Mitau.
Dannenberg war Kollegienrat, weiterhin seit 1872 Schatzmeister der Kurländischen Gesellschaft für Literatur und Kunst, sowie seit 1881 Schatzmeister und Konservator des Kurländischen Provinzmuseums und schließlich von 1882 bis 1892 Schatzmeister der Lettisch-Literärischen Gesellschaft.

## Werke
Danneberg verfasste:
- Zur Geschichte und Statistik des Gymnasiums zu Mitau: Festschrift zur Säcularfeier des Gymnasiums am 17. Juni 1875. Steffenhagen, Mitau 1875 (Digitalisat) auf Google Books
- Erzbischof Adalbert von Hamburg-Bremen und der Patriarchat des Nordens : eine historisch-kritische Untersuchung, Mitau 1879